# Ioana Uricaru
Ioana Uricaru est une réalisatrice roumaine.

## Biographie
Ioana Uricaru a suivi des études scientifiques, puis de cinéma en Roumanie et aux États-Unis où elle a émigré.
Son premier long métrage, Lemonade (Lune de miel), présenté à la Berlinale 2018, au Festival Premiers Plans d'Angers  et au Festival international du film de femmes de Salé - où le grand prix lui est décerné-, est sorti en France en 2019.

## Filmographie

### Courts métrages
- 2008 : Le Soleil et la Lune
- 2010 : Stopover
- 2012 : The Witness

### Longs métrages
- 2009 : Contes de l'Âge d'Or (un sketch)
- 2019 : Lune de miel (Lemonade)